# Cementerio de la Almudena

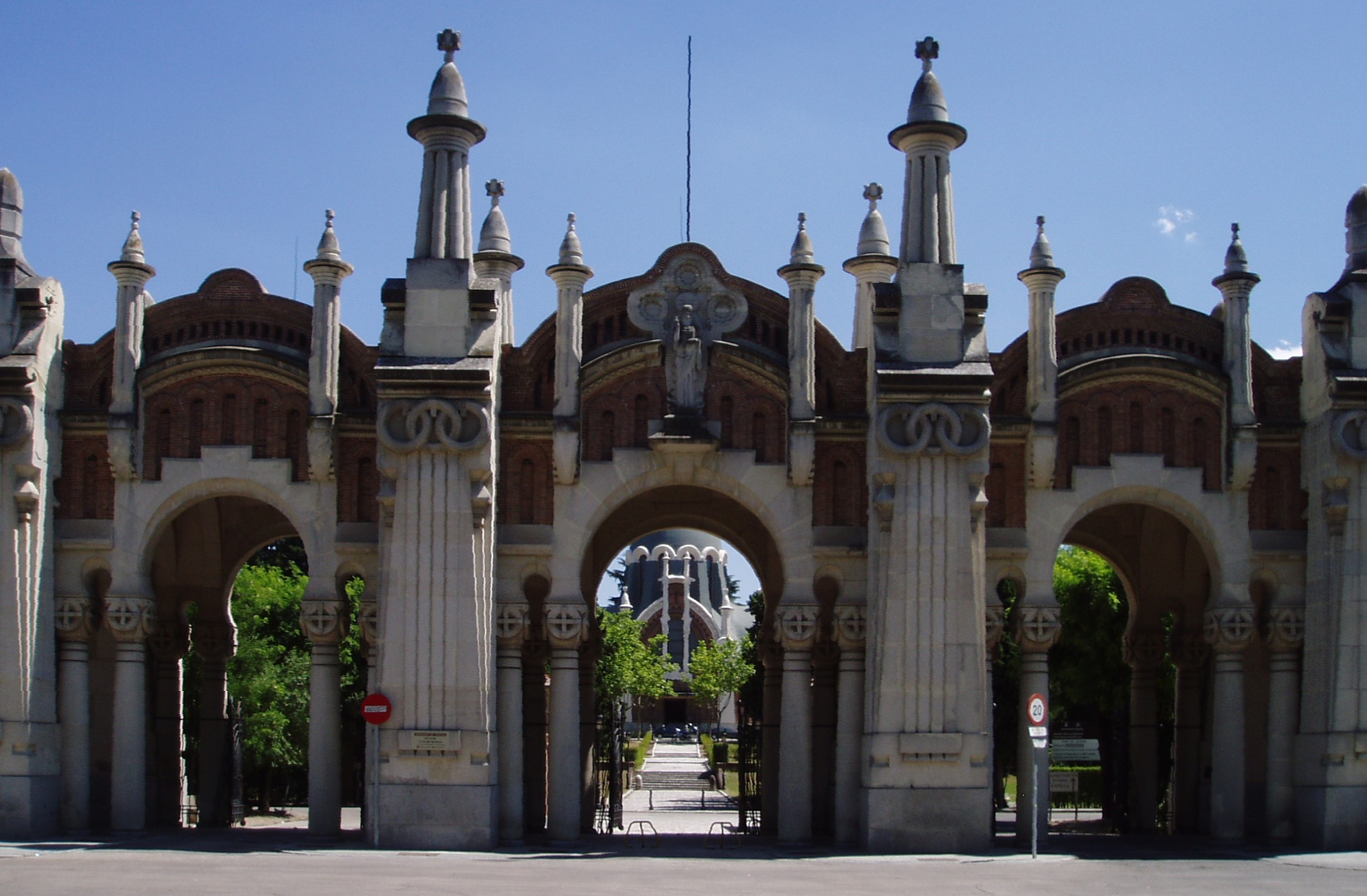
Haupteingang

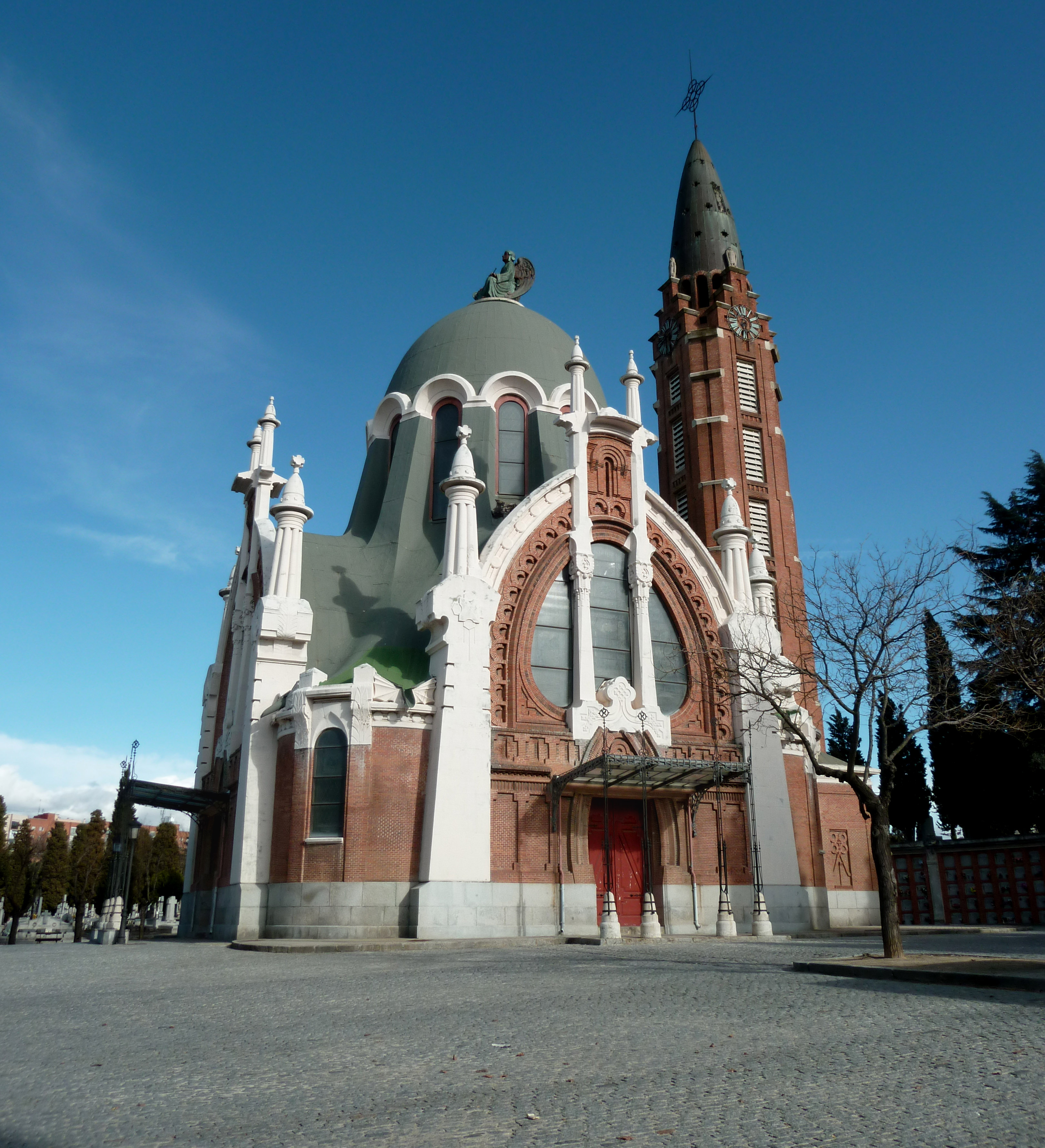
Kapelle

Der Cementerio de Nuestra Señora de La Almudena ist ein Friedhof im östlichen Teil Madrids im Vorort Pueblo Nuevo gelegen und nach der Schutzpatronin von Madrid, der Jungfrau von Almudena benannt. Er wurde 1884 eröffnet.
Er umfasst den zentralen Teil für Katholiken und den auf der anderen Seite der Landstraße nach Vicálvaro (heute: Avenida de Daroca) gelegenen zivilen Friedhof für Andersgläubige und Selbstmörder sowie den Jüdischen Friedhof.
Er ist mit mehr als 120 Hektar und mehr als fünf Millionen Beerdigter (Stand: 2007) der größte Friedhof Europas, eine Zahl, die weiter ansteigt, da der Friedhof weiterhin in Betrieb ist. An kirchlichen Feiertagen wie z. B. Allerheiligen besuchen bis zu 300.000 Personen den Friedhof. Der Friedhof ist wegen seiner Größe befahrbar und hat mehrere Bushaltestellen in Innern und eine Metrostation in der Nähe des Haupteingangs. Die Anlage weist eine dreieckige Form auf und hat zwei Nebeneingänge.

## Geschichte
Die ersten Pläne zu diesem Friedhof entstanden Mitte der 1860er Jahre, da die Stadt sich ausbreitete und abzusehen war, dass die sieben existierenden Madrider Friedhöfe an das Ende ihrer Kapazität gelangten. Der ursprüngliche Plan griff die Idee Königs Joseph Bonaparte, des älteren Bruders Napoleons, vom Anfang des 19. Jahrhunderts wieder auf, auch im Osten und Westen Madrids einen Friedhof anzulegen, da es im Norden (Cementerio General del Norte; 1809 eröffnet) und Süden (Cementerio General del Sur; 1810 eröffnet) schon zwei Friedhöfe gab. Schlussendlich wurde aber nur der Friedhof im Osten Madrids angelegt, daher wird dieser Friedhof auch Cementerio del Este (Ostfriedhof) genannt.
Auf Druck der Bevölkerung, die den Gestank der Leichen aufgrund der unmittelbaren Nähe von Friedhof und Wohnhäusern nicht mehr aushielt, gab 1876 der Bürgermeister José Abascal y Carredano das Projekt zur Ausschreibung frei, und die beiden Architekten Fernando Arbós y Tremanti (Erbauer des Panteón de Hombres Ilustres) und José Urioste y Velada wurden mit seiner Durchführung beauftragt. Die Arbeiten begannen im Jahre 1877; jedoch wurde der Friedhof aufgrund der Cholera-Epidemie der Jahre 1884–1885 vorzeitig in Betrieb genommen und erhielt zunächst den Namen Cementerio de Epidemias (Epidemie-Friedhof). Als Ort wurde ein Hügel mit 695 Metern Höhe ausgesucht, um eine gute Luftzirkulation zu gewährleisten, von dem man auch eine gute Sicht auf den östlichen Teil Madrids hat. Die ursprüngliche Kapazität des Friedhofes war auf 62.291 Gräber ausgelegt. Es konnten 7000 Beerdigungen pro Jahr stattfinden, was der Hälfte der Toten Madrids in dieser Epoche gleichkam.

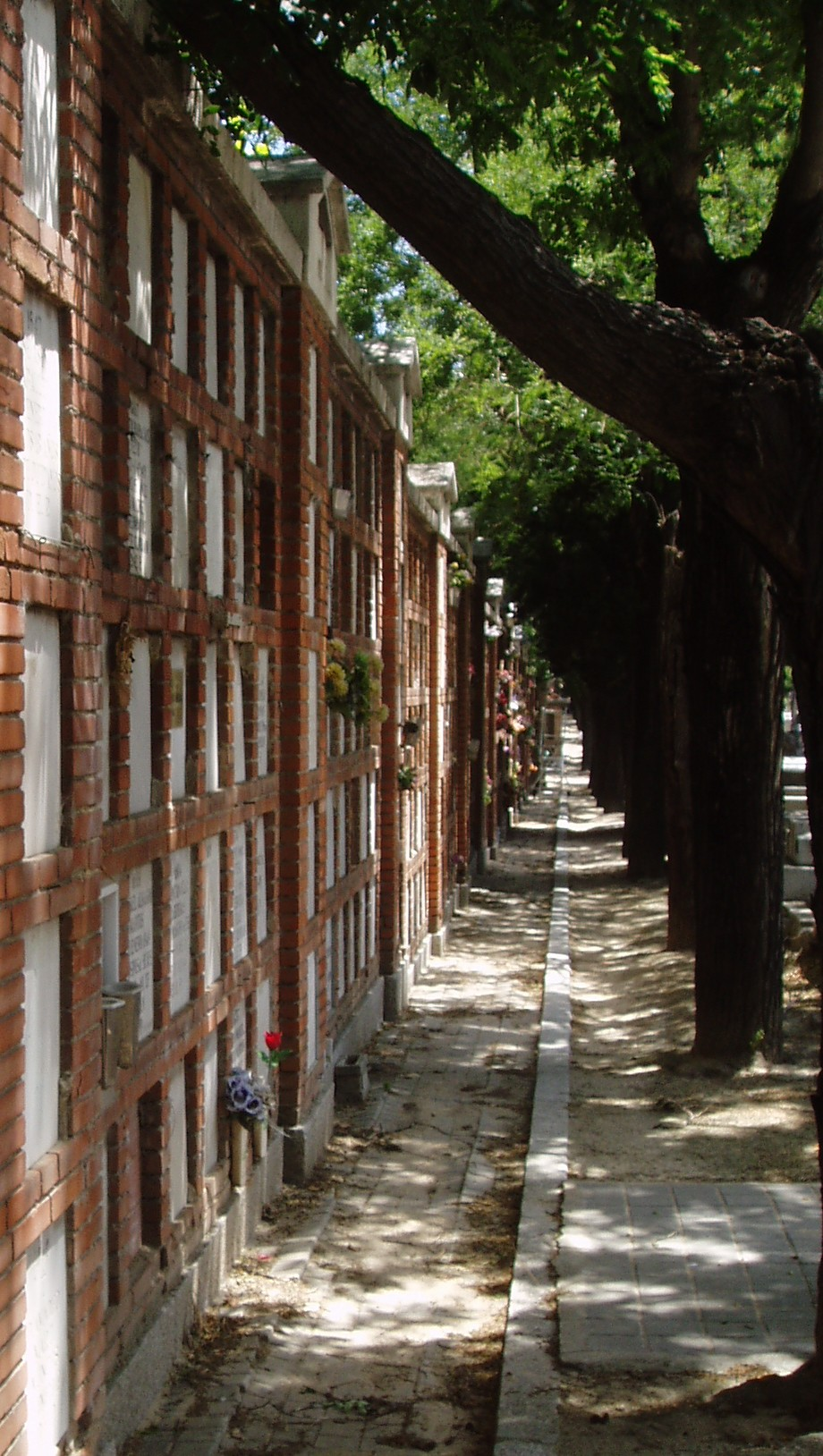
Außenmauer mit Grabtafeln

Nach dem Ende des Spanischen Bürgerkrieges (Juli 1936 – April 1939) richteten die Franquisten ihre politische Gegner massenhaft hin; zahlreiche Opfer politischer Säuberungen wurden überall in Spanien in anonymen Massengräbern verscharrt – sie gelten bis heute als "verschwunden". Es war eine der grausamsten Episoden von Francos Unterdrückung. An der Außenwand des Friedhofs zur Straße Daroca hin wurden von 1939 bis 1944 2.936 Menschen füsiliert, an die bis 2019 mit Grabtafeln erinnert wurde. Ab dem 1. April 1939 wurden auch Frauen hingerichtet; am 5. August 1939 wurden dreizehn junge Frauen vor den Mauern des Ostfriedhofs hingerichtet. Fünfzehn der Hingerichteten waren minderjährige Mädchen. Wegen ihrer Jugend wurden sie "die Dreizehn Rosen" (Las Trece Rosas) genannt, und ihre Geschichte ist in Form von Büchern, Theater und Dokumentarfilmen lebendig.

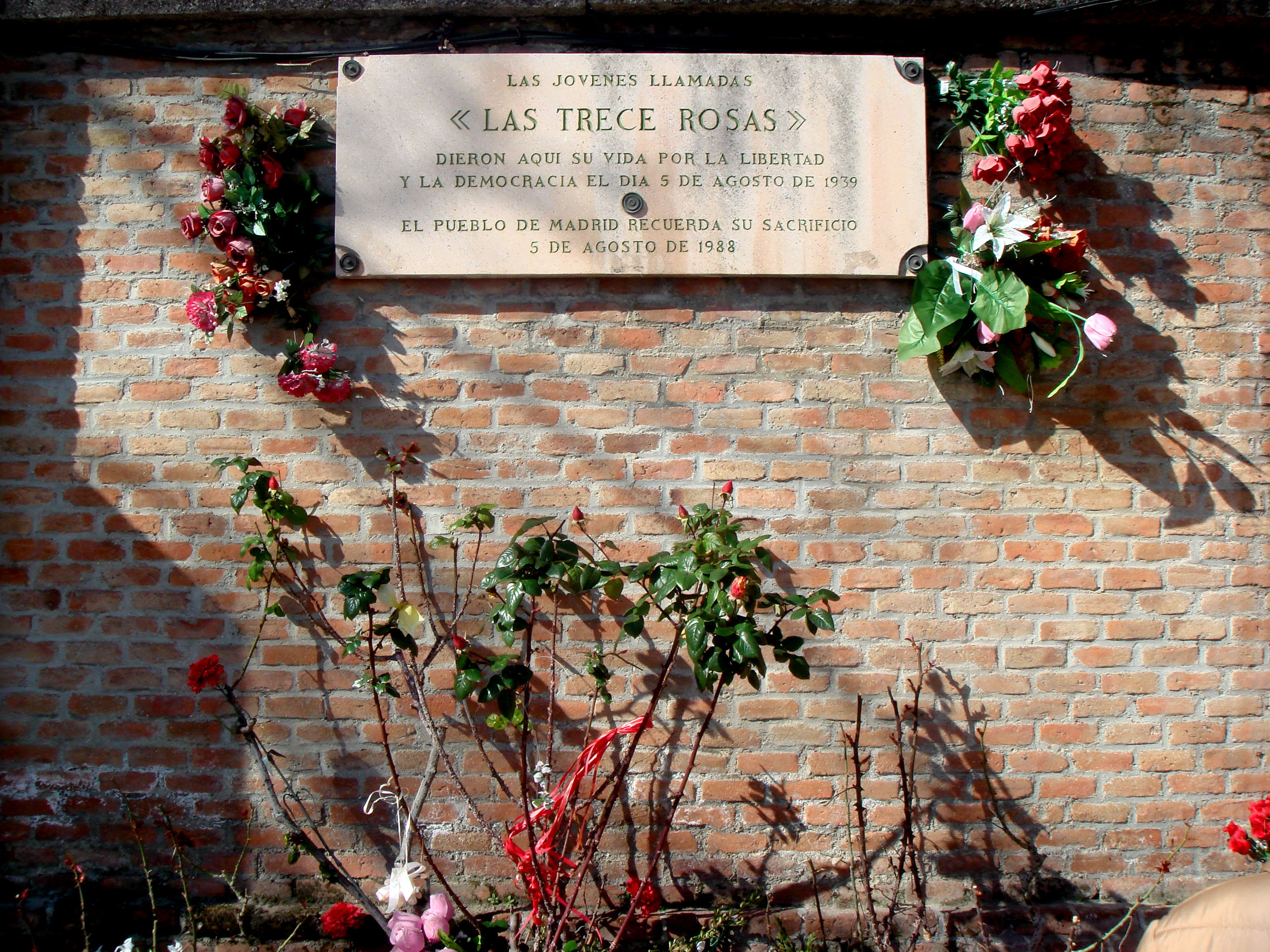
Gedenktafel für die Dreizehn Rosen (Las Trece Rosas), jenen jungen Frauen, die von einem franquistischen Erschießungskommando hingerichtet wurden.

Die Kriegerdenkmale für die faschistische Blaue Division und das NS-Kriegerdenkmal für die Legion Condor (abgerissen 2017) entwickelten sich zu Zielen für Aufmärsche von Rechtsextremisten, bei denen der faschistische Gruß gezeigt wird, Kränze mit Hakenkreuzen niedergelegt werden und antisemitische und antikommunistische Reden gehalten werden.
Der Stadtrat von Madrid unter Bürgermeister José Luis Martínez-Almeida ließ am 25. November 2019 die Tafeln mit den Namen von 2.936 hingerichteten Opfern der Franco-Diktatur zerstören. Dieses einseitige Vorgehen eines Bündnis der Rechtsparteien rief eine Welle der Empörung und Entrüstung hervor. Ein Opferverband reichte gegen Martínez-Almeida Klage wegen „Amtsmissbrauchs“ ein.

## Aufbau
Das Haupteingangstor mit Säulengang sowie die Kapelle mit Turm sind in modernistischem Stil gehalten. Direkt hinter dem Eingangstor auf der rechten Seite befindet sich der El Jardín del Recuerdo (Garten der Erinnerung), auf dessen Rasen Asche verstreut werden kann (Eine Bewässerungsanlage lässt diese schnell verschwinden.) Ein kleines Namensschild kann an einer Marmorwand angebracht werden. Auf der linken Seite befindet sich die Leichenhalle, die heute eine kleine Ausstellung ehemaliger Leichenwagen beherbergt.
1905 übernahm der Architekt Luis García Nava die Arbeiten, die erst 1925 mit der ersten Erweiterung und der Einweihung abgeschlossen wurden (81.638 Gräber und der Kapazität für 17.700 Beerdigungen pro Jahr). 1955 wurde der Friedhof zum zweiten Mal erweitert und später mit dem von Pedro Domínguez Ayerdi erbauten Krematorium ausgestattet. Die ersten Einäscherungen fanden ab 1973 statt.
Dank seiner enormen Kapazität konnten die andere sieben Friedhöfe am 1. September 1884 geschlossen werden: Die Friedhöfe: Cementerio de San Isidro, Cementerio de San Justo, Cementerio de Santa María und der Cementerio de San Lorenzo y San José können noch heute besucht werden, die Friedhöfe Cementerio General del Sur (1942 abgerissen), Cementerio General del Norte (Anfang des 20. Jahrhunderts verschwunden) und Cementerio de San Nicolás (1912 abgerissen) wurden aufgegeben.
Einige der wichtigsten Denkmäler sind:

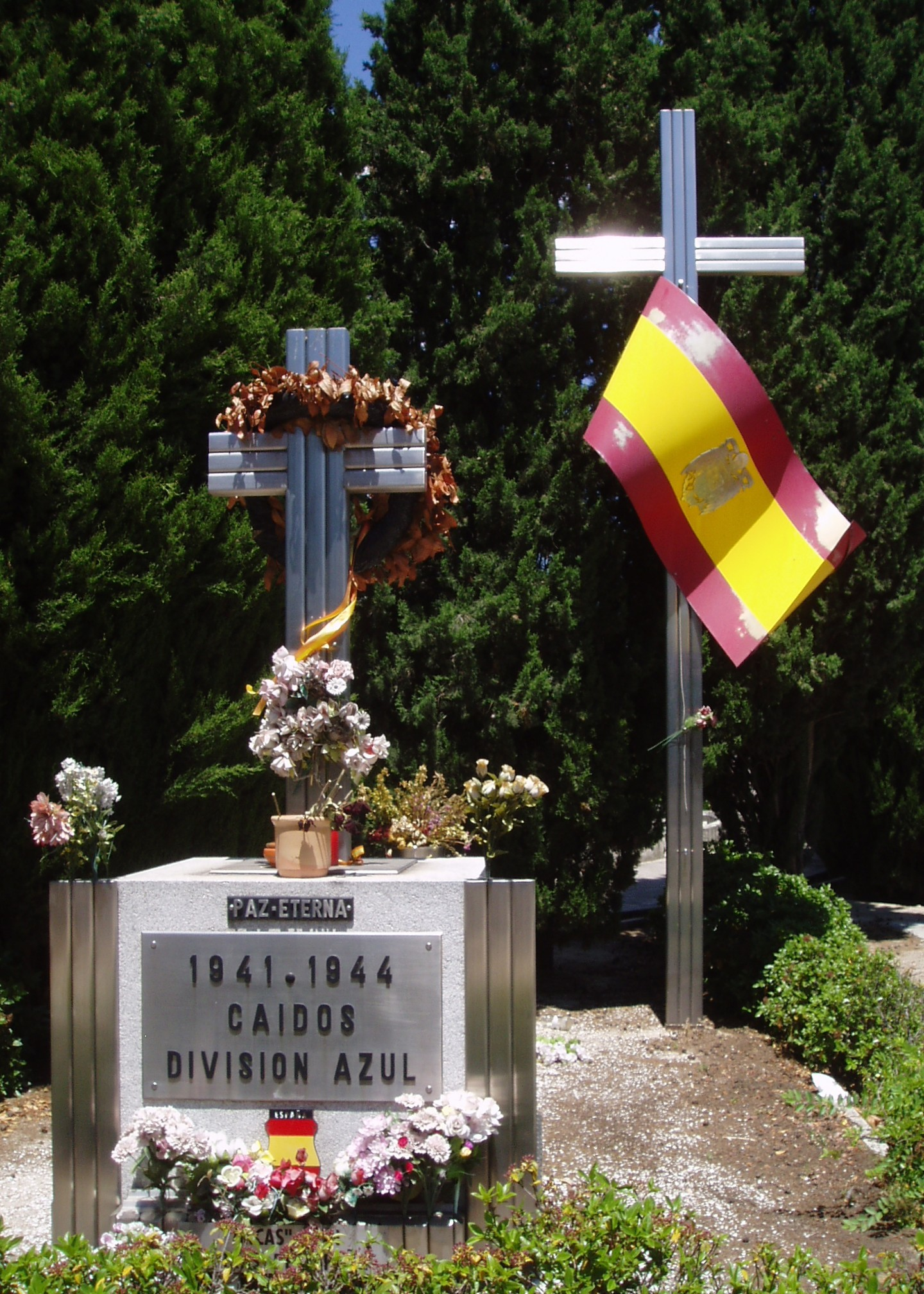
Grabmal für die Gefallenen der Division Azul

- Kriegsdenkmal für die Gefallenen der División Azul Grabmal für die Gefallenen der Division Azul
- Kriegsdenkmal für die Gefallenen der Legion Condor (2017 abgerissen) Das inzwischen abgerissene NS-Kriegerdenkmal für die acht Gefallenen der Legion Condor. Die Legion Condor war die militärische Unterstützung, die Hitler dem Putschisten Franco im Spanischen Bürgerkrieg zukommen ließ. Vor dem 80. Jahrestag des Luftangriffs auf Guernica (baskisch Gernika), die heiligen Stadt der Basken, wurde es, auf Drängen der deutschen Botschaft abgerissen. Es hatte sich zum Ziel regelmäßig stattfindender, gemeinsamer Gedenkveranstaltungen spanischer Neofaschisten und deutscher Neonazis entwickelte.[10]

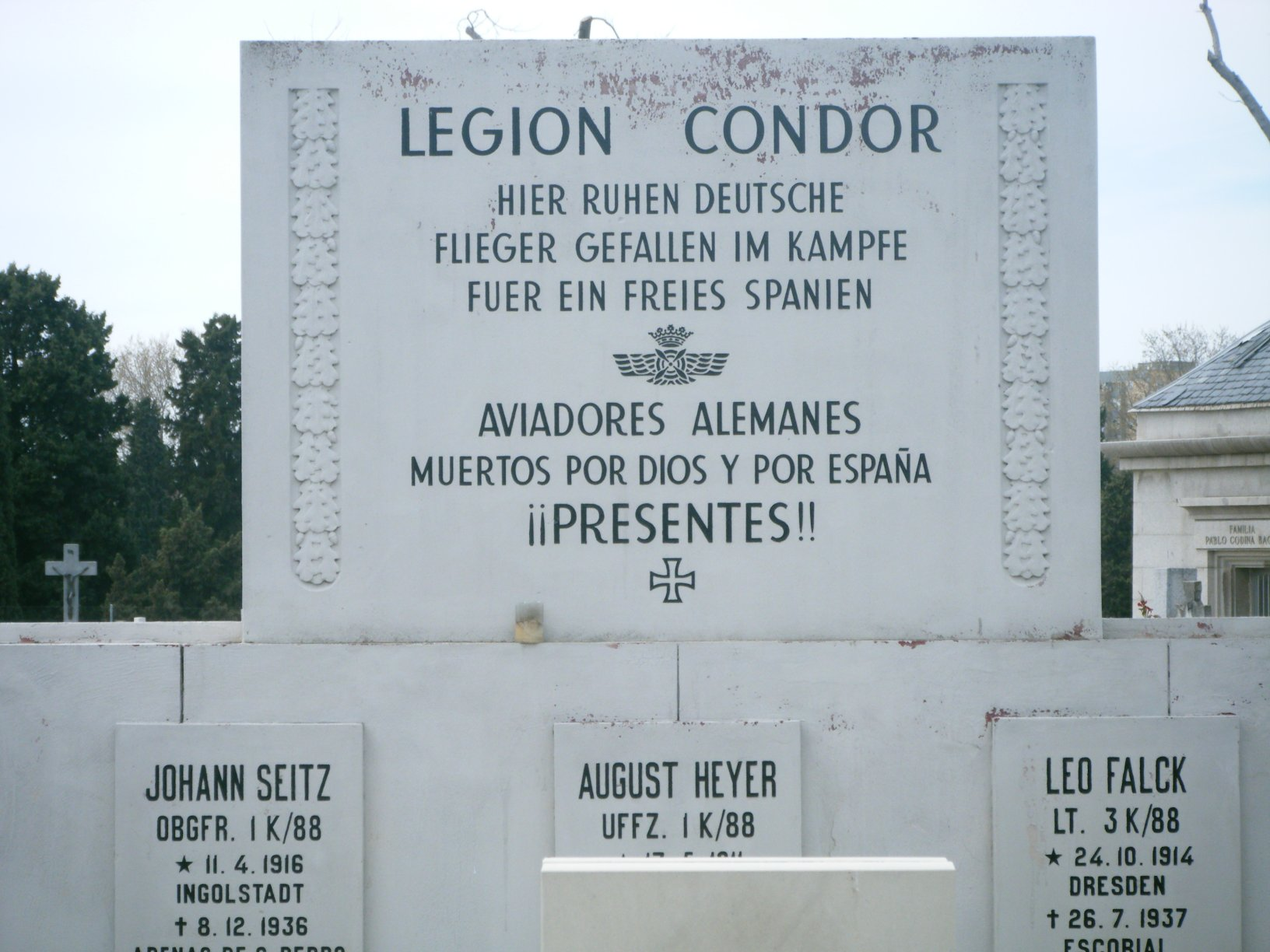
Das inzwischen abgerissene NS-Kriegerdenkmal für die acht Gefallenen der Legion Condor. Die Legion Condor war die militärische Unterstützung, die Hitler dem Putschisten Franco im Spanischen Bürgerkrieg zukommen ließ. Vor dem 80. Jahrestag des Luftangriffs auf Guernica (baskisch Gernika), die heiligen Stadt der Basken, wurde es, auf Drängen der deutschen Botschaft abgerissen. Es hatte sich zum Ziel regelmäßig stattfindender, gemeinsamer Gedenkveranstaltungen spanischer Neofaschisten und deutscher Neonazis entwickelte.

- Kriegsdenkmal für die Helden des Kubakrieges (1868–1878)
- Kriegsdenkmal für die Helden der Philippinen
- Grabmal für die Gestorbenen im Theater Novedades (1928 Brandkatastrophe)
- Gedenktafel für Las Trece Rosas (Die Dreizehn Rosen)

## Grabstätten bekannter Persönlichkeiten (Auswahl)
- Alberto Aguilera y Velasco (1842–1913), Journalist, Politiker, Minister und mehrfacher Bürgermeister Madrids
- Niceto Alcalá Zamora y Torres (1877–1949), Präsident der zweiten Republik Spaniens
- Vicente Aleixandre y Merlos (1898–1984), Dichter, Nobelpreisträger
- Dámaso Alonso (1898–1990), Schriftsteller
- Francisco Alonso (1887–1948), Komponist
- Ángel de Andrés Lopéz (1918–2006), Schauspieler
- Luis Barbero (1916–2005), Schauspieler
- Pío Baroja y Nessi (1872–1956), Schriftsteller
- José Bódalo (1916–1985), Schauspieler
- Francisco Largo Caballero (1869–1946), Parteivorsitzender der PSOE Gewerkschaftsführer der UGT und Regierungspräsident der zweiten spanischen Republik
- Julia Caba Alba (1902–1988), Schauspielerin
- José Maria Caffarel (1919–1999), Schauspieler
- Estrellita Castro (1908–1983), Sängerin, Schauspielerin
- José Antonio Nieves Conde (1911–2006), Regisseur
- Francisco Cruz Salido (1898–1940), Sozialdemokratischer Journalist und Politiker, fusiliert
- Juanita Cruz (1917–1981), Erster weiblicher Stierkämpfer
- El Yiyo – „José Cubero Sánchez“ (1964–1985), Stierkämpfer
- Walter Edhofer (1911–1971), Schauspieler und Résistancekämpfer
- El Fary - “José Luis Cantero Rada” (1937–2007), Copla-Sänger
- Antonio Flores (1961–1995), Rockmusiker
- Lola Flores, ihr Mann El Pescaílla und Sohn Antonio, (1923–1995), berühmte Sängerin, Tänzerin und Schauspielerin
- Antonia García de Videgain (1850–1924), Sängerin und Schauspielerin
- Antonio Garisa (1916–1989), Schauspieler
- Jesús Gil (1933–2004), Präsident der Fußballclubs Atletico de Madrid und Bürgermeister von Marbella
- Jose Maria Gonzalez jun. (1978–2003), Dompteur des Circus Mundial
- Irene Gutiérrez Caba (1929–1995), Schauspielerin
- Pablo Iglesias Posse (1850–1925), „Vater der spanischen Sozialismus“, Gründer der POSE und UGT
- Julian Marias (1914–2005), Philosoph
- Alfredo Mayo (1911–1985), Schauspieler
- José Luis Martín Mena (1935–2006), Kolumnist
- Antonio Molina (1928–1992), Schauspieler
- Federico Moreno Torroba (1891–1982), Dichter und Komponist
- Matilde Muñoz Sampedro (1900–1969), Schauspielerin
- Juan Carlos Onetti (1909–1994), uruguayischer Buchautor
- Blas de Otero Muñoz (1916–1979), gesellschaftskritischer Lyriker
- La pasionaria – “Dolores Ibárruri Gómez” (1895–1989), kommunistische Politikerin
- Luis Peña (1918–1977), Schauspieler
- Emma Penella – ”Manuela Ruiz Penella“ (1931–2007), Schauspielerin
- Ramón Pérez de Ayala y Fernández del Portal (1880–1962), Journalist und Schriftsteller
- Benito Pérez Galdós (1843–1920), Schriftsteller
- Francisco Pi i Margall (1824–1901), Politiker, Philosoph und Schriftsteller. Präsident der ersten spanischen Republik
- Ángel Picazo Alcaraz (1917–1998), Schauspieler
- Emiliano Piedra (1931–1991), Filmproduzent
- Jesús de Polanco - “Jesús Polanco Gutiérrez” (1929–2007), Präsident von PRISA
- Mari Carmen Prendes (1906–2002), Schauspielerin
- Mercedes Prendes (1908–1981), Schauspielerin
- Manuel José Quintana (1772–1857), Dichter
- Santiago Ramón y Cajal (1852–1934), Wissenschaftler, Nobelpreisträger
- José Ramón Rodil Campillo (1789–1853), spanischer Marschall, Politiker und Ministerpräsident
- Olga Ramos (1918–2005), Sängerin
- Aurora Redondo (1900–1996), Schauspielerin
- Cayetano Redondo (1888–1940), Journalist und Politiker, füsiliert
- Fernando Rey (1917–1994), Schauspieler
- Nicolás Salmerón Alonso (1838–1908), Politiker und Philosoph, Präsident der ersten Spanischen Republik
- Ivan Evanđelist Šarić (1871–1960), Erzbischof von Vrhbosna (Sarajevo)
- José Sazatornil (1925–2015), Schauspieler
- Cecilia Sobredo (1948–1976), Sängerin
- Enrique Tierno Galván (1918–1986), Politiker, Jurist und Soziologe, Bürgermeister von Madrid
- Paco Umbral - “Francisco Pérez Martínez” (1935–2007), Kolumnist und Schriftsteller
- Enrique Urquijo (1960–1999), Sänger
- Jaime Vera López (1859–1918), sozialdemokratischer Politiker
- Salvador Videgain Garcia (1886–1957), Schauspieler, Theater-Regisseur und Produzent
- Wolf Vostell (1932–1998), Künstler
- Frank Yerby (1916–1991), afroamerikanischer Novellist
- Julián Zugazagoitia Mendieta (1899–1940), sozialdemokratischer Politiker, Journalist und Schriftsteller, füsiliert